# Desert City

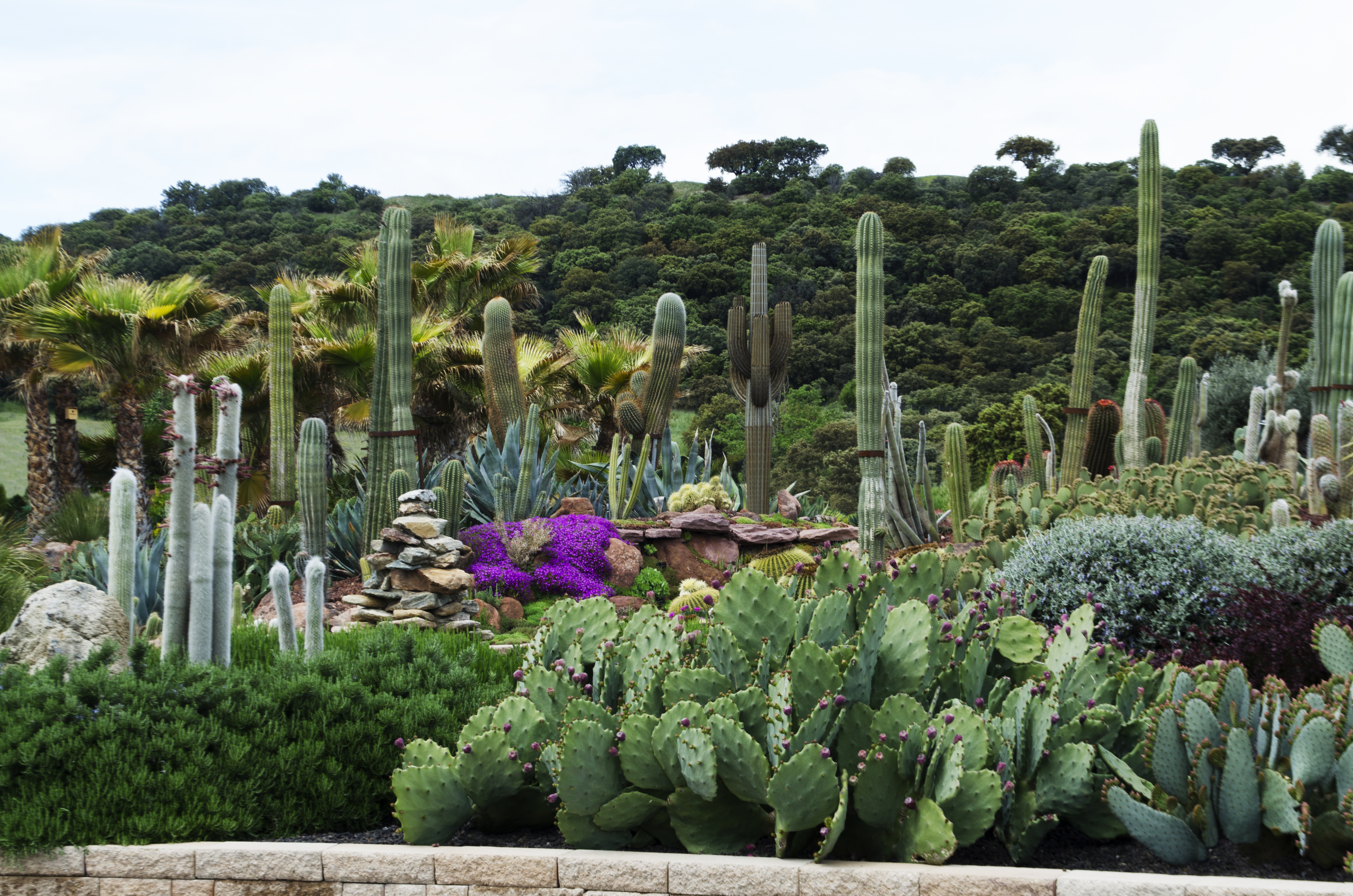
Desert City

Desert City es un vivero biotecnológico y jardín botánico experimental especializado en el cultivo y venta de plantas xerofíticas de los cinco continentes, contando con más de 400 especies, no solo cactus sino también suculentas y plantas autóctonas de la región mediterránea.

## Localización
Desert City se encuentra en la Autovía A1, km 25, vía de servicio dirección Madrid. En San Sebastián de los Reyes, Comunidad de Madrid España.
Su horario de apertura durante los meses de invierno es de lunes a viernes de 10:00 a 19:00 h, sábado, domingo y festivos de 10:00 a 20:30 h. Durante los meses de verano es de lunes a viernes de 10:00 a 20:00 h, sábado, domingo y festivos de 10:00 a 21:30 h.
El jardín botánico, de libre acceso, cuenta con un recorrido indicado y accesible diseñado para acoger la visita de particulares y visitas guiadas de colegios, ayuntamientos o instituciones. En el jardín se realizan los fines de semana y festivos visitas guiadas gratuitas (11:00 h, 12:00 h y 13:00 h). Más de 10 personas reservar por correo electrónico.

## Historia
Desert City es un vivero biotecnológico especializado en xeropaisajismo. en el que, además de investigar, cultivar, exponer y divulgar conocimientos sobre los cactus y otras plantas xerofíticas, algunas autóctonas de la Comunidad de Madrid, se puede disfrutar de un gran jardín botánico de cerca de 5000 m², con más de 400 especies. 
El jardín botánico de carácter experimental y didáctico, fusiona los elementos estéticos de los paisajes naturales de las zonas áridas y semiáridas del planeta, como son los cactus, con plantas autóctonas de clima mediterráneo (lavanda, romero, etc…), y sirve a su vez de muestrario de plantas xerofíticas.

## El jardín
Aúna los elementos estéticos de los paisajes naturales de las zonas áridas y semiáridas del planeta como los cactus con plantas autóctonas de clima mediterráneo (lavanda, romero, etc.). Está dividido en 5 zonas temáticas principales:
- Arizona, es centro de atención de las miradas del público. Aquí encontramos cactus de diversas formas, colores y texturas formando un armonioso conjunto. Un conjunto de tres colinas dominan este espacio culminando su ápice con cactus de tipo columnar de diferentes especies y orígenes.
- Oasis, ambiente de recreo que acoge al caminante del desierto en búsqueda de refugio. El bosque de palmeras, los pájaros anidando en sus copas y el agua resbalando por las piedras nos transportan hacia un viaje de deleite y relajación. Todos sus elementos han sido diseñados para crear este clima de recogimiento.
- Tabernas, espacio minimalista que rompe con la estética orgánica del resto del jardín. La lámina de agua de líneas ortogonales limita el espacio del jardín y crea un vínculo de transición entre los dos conceptos de diseño. Cleistocactus, Echinopsis, Cephalocereus y otras xerófitas de pequeño porte contrastan con la negra capa de cobertura. Los reflejos de las plantas en la lámina permiten observar los efectos fugitivos de la luz al amanecer. El misticismo de la proporción áurea acompaña al caminante a lo largo del paseo y le añaden simbología a este espacio de bienvenida.
- Toscana, este conjunto es una reinterpretación del jardín señorial italiano. En él observamos especies típicas como el olivo, el granado, el mirto, el taray o la lavanda entremezcladas con otras de origen mexicano como las yucas, los sotoles, las opuntias, los agaves así como muchas otras especies de variados orígenes. Este espacio se caracteriza por la abundancia y diversidad de floraciones, los fuertes aromas y por una singular belleza que produce el mestizaje de especies xerofíticas de diferentes entornos. Como cobertura utilizamos una gravilla pálida que se complementa con los verdes oscuros del mediterráneo.
- Guajira, Localizado bajo la pasarela que atraviesa el jardín, este entorno cuenta con diversidad de especies cactáceas, xerofíticas del mediterráneo y plantas de la jardinería clásica.